# 조제프 푸셰
조제프 푸셰(프랑스어: Joseph Fouché, 1759년 5월 21일 ~ 1820년 12월 26일)는 프랑스의 정치인이다.
프랑스 혁명 당시 막시밀리앵 드 로베스피에르를 몰락시키고 나폴레옹 보나파르트를 붕괴시킨 제1의 배후 인물로 평가받고 있다. 평론의 대가 슈테판 츠바이크는 푸셰의 파란만장한 삶을 흥미롭게 소개하고 있다.

## 생애
조제프 푸셰는 1759년 5월30일 대서양 연한 항구도시 낭트에서 태어났다. 아버지는 뱃사람이었고 장사꾼이었다. 10대에 그는 가톨릭 사제들의 모임인 오라토리오회 수도원에 들어갔다. 그곳에서 배우고 자란 그는 스무 살에 벌써 수도원학교의 교사가 돼 물리와 수학을 가르쳤다.
그가 아르투아 지방의 작은도시 아라스에서 수도원 교사 노릇을 할 때 그 도시의 '로자티'라는 사교클럽에 출입하다가 젊은 변호사였던 로베스피에르를 만났다. 그 둘은 금세 의기투합하여 친구가 되었고 푸셰는 로베스피에르의 누이동생 샤를롯과 약혼한 사이였다.
그러다가 프랑스 혁명이 터지자 그는 수도복을 벗어 던지고 프랑스 혁명에 투신한다.

## 프랑스 혁명시기
프랑스 혁명 때에 그는 고향 낭트에 새로 문을 연 혁명클럽 '헌법의 벗 협회' 다시 말해 자코뱅 클럽 지부에 들어가 곧 그곳의 대표자가 되었다. 그 곳에서 그는 온건한 행보로 시민들의 신용을 얻었다.
프랑스 혁명이 성공하고 국왕 루이 16세를 몰아낸후 그는 고향 낭트에서 국민공회 지역구 의원으로 출마해 당선됐다. 그때 옛 친구 로베스피에르가 산악파(자코뱅파)로 의사당의 좌파에 앉았다면 그는 오른쪽인 지롱드파에 앉았다. 1793년 1월16일 저녁 국민공회 안에서는 루이 16세의 구명이냐 사형이냐를 놓고 격론이 벌어졌다. 로베스피에르는 단호하게 사형을 주장했고 양측의 표가 팽팽하게 엇갈렸다. 이 때 푸셰를 뽑아준 낭트 선거구민의 온건한 견해를 볼때 푸셰는 왕의 구명에 표를 던져야 했으나 그는 연단에 국왕의 사형에 투표했다. 투표 결과는 387대 334로 사형이 선고되었다.

## 리옹의 도살자
루이 16세의 처형 이후 그는 지롱드파가 몰락하면서 급진파인 자코뱅파로 180도 돌아섰다. 그는 지방을 다스리는 파견의원으로 선출되어 자신의 선거구인 낭트를 비롯해 느베르 물랭에서 반혁명세력을 진압하고 부자들을 떨게하고 교회를 약탈해 악명을 얻었다. 그가 이런 과업을 수행하기 얼마 전 리옹에서 대규모 반란이 터졌다(리옹 반란). 공안위원회는 조르주 쿠통을 파견해 반란을 진압했다. 국민공회는 이 도시의 완전한 파괴를 명령했으나 쿠통은 형식적으로 집 몇채의 지붕을 부수는 것으로 끝냈다.
국민공회는 이에 다른 적합한 인물을 찾아보다 쿠통을 대신하여 푸셰를 파견했다. 푸셰는 리옹 훈령을 발표하고 두 달 넘게 수십명을 한덩어리로 묶고는 대포로 쏘아 처형했고 리옹의 문화재를 폭파시켜는 등 도시 전체를 쑥대밭으로 만들었다. 그는 3개월 동안 2000여명을 학살했고 이 사건을 통해 리옹의 도살자라는 별명을 얻게 된다.

## 테르미도르의 반란
리옹 사건에 당황한 로베스피에르는 공안위원회를 압박해 푸셰에게 리옹 사건을 해명하도록 했다. 푸셰는 로베스피에르에게 편지를 보내 처형을 면했다. 이후 푸셰는 기독교를 없애려는 문제로 프랑스 섭정 및 공안위원장 막시밀리앙 드 로베스피에르와 맞서면서 1794년 테르미도르의 반란을 계획하였다. 1794년 쿠데타를 일으켜 프랑스 집정관 겸 공안위원장이었던 로베스피에르와 그 일파를 축출한다. 로베르피에르의 처형 이후 프랑스 혁명은 무너지고 반동의 물결이 일어나면서 푸셰는 수세에 몰렸고 결국 몰락했다.
1799년 이후 그는 총재 정부 밑에서는 총재정부 5인중 한 사람인 바라스의 사설탐정으로 재기의 발판을 마련했다. 그는 정보를 만들어 팔고 그 대가로 돈을 얻고 그 돈으로 다시 정보를 만들고 그 정보로 더 큰 돈을 벌어들였다. 이해 7월 푸셰는 총재정부의 경찰장관에 임명되었다. 경찰장관이 된후 그는 전국 방방곡곡에 정보원과 밀고자와 비밀경찰을 깔고 모든 정보를 좌우했다. 한겨레 기자인 고명섭은 《광기와 천재》에서 "푸셰야말로 정보가 권력임을 알아채고 그 정보를 취합해 하나의 거대한 무기로 만들어낸 최초의 인간"으로 평가했다.

## 나폴레옹 시절
푸셰는 나폴레옹 1세 때에는 경찰장관으로서 정보를 장악하고 권력의 제2인자로 군림한다. 백일 천하 후 나폴레옹의 퇴위를 주도한다.

## 실각 후 망명 시절
그 후 임시 정부의 수반이 되어서 외교적 수완을 발휘하며 루이 16세의 동생인 루이 18세를 왕으로 맞아 들인다. 그 대가로 경찰장관직을 얻지만 골수 왕당파의 반발로 몇달 후 해임되고 프랑스에서 추방된다. 이후 오스트리아로 망명하여 쓸쓸히 말년을 보낸 후 61세로 사망한다. 그의 후손은 스웨덴으로 이주한다.

## 후세의 평가
오스트리아 작가 슈테판 츠바이크는 평전 《조제프 푸셰. 어느 정치적 인간의 초상》에서 푸셰는 "우리가 사는 세상에서 가장 위험한 종족"에 속한다며 "푸셰 같은 인물을 해부해볼 필요가 있다"고 주장한다. 츠바이크는 푸셰가 비도덕한 변절자일 뿐 아니라 "도박의 모험을 즐기는 저돌적 정신의 인간"이라고 평가한다. 한마디로 프랑스 역사의 메피스토펠레스인 셈이다. 츠바이크는 푸셰를 가차없이 비판하면서도 이 정치가가 백일천하 당시 보여준 역량에 공정한 시선을 던진다. "이 몇 주 동안 푸셰는 고집스러우면서도 신중하게, 다의적 해석이 가능하면서도 명료하게 정치를 해 나갔다. 세계 역사에서의 외교활동 중 가장 완벽한 대목으로 간주될 정도이다."

## 같이 보기
- 나폴레옹 1세
- 막시밀리앙 드 로베스피에르
- 리옹 반란
- 방데 반란